# Recuaycultuur
De Recuay vormden een pre-Incacultuur uit het noordelijke gedeelte van Peru. Het rijk van de Recuay lag nabij het hedendaagse Recuay in de regio Ancash. Het was gelegen in de Callejón de Huaylas vallei in het hooggebergte van Peru.
De Recuaycultuur had haar bloeitijd van 200 voor tot 600 na Christus. De Recuay leefden tegelijkertijd met de Mochica-cultuur. Na 600 ging de cultuur van de Recuay op in de Waricultuur. 
De Recuaycultuur is het meest bekend van het pottenbakken. De Recuay decoreerden de objecten met driekleurenpatronen en afbeeldingen van mensen, lama's, jaguars en andere dieren. Het bewerken van de stenen en potten vertoont overeenkomst met de Pucará- en Tiwanakuculturen. 
De Recuaycultuur verdween toen de militaristische Waricultuur het gebied overnam. Zo bestonden er in de regio uiteindelijk twee rivaliserende culturen. In het noorden de Wari en in het zuiden de Tiwanaku. Doordat de Recuaycultuur in contact stond met omliggende culturen en een van de voorlopers was van de latere culturen, zijn haar invloeden op het gebied van cultuur en techniek nog steeds terug te vinden.